# Oretta Fiume
Oretta Fiume, nome d'arte di Claudia Scrobogna (Fiume, 6 giugno 1919 – Roma, 22 aprile 1994), è stata un'attrice italiana.

## Biografia
Nata nella Fiume croata nel 1919, nel 1938 partecipò a uno dei numerosi concorsi della ERA Film per nuovi volti del cinema, giungendo al primo posto insieme alla collega Laura Solari. Debuttarono insieme nella pellicola di Camillo Mastrocinque, L'orologio a cucù con Vittorio De Sica.

Oretta Fiume nel film Ragazza che dorme

Dalla città natale si trasferì a Roma insieme a due concittadine: l'aspirante attrice Jucci Kellermann, che dopo pochi anni sposò Mario Soldati dandogli tre figli (l'attore Wolfango, Michele e il regista Giovanni), e la cantante Olga Stancich - vincitrice del concorso regionale dell'EIAR - che, tra il 1939 e il 1943, tra l'altro, doppiò in italiano le canzoni dai film di Marlene Dietrich.
Scritturata successivamente da Alessandro Blasetti per una parte nel film Ettore Fieramosca, Oretta Fiume lavorò anche con Carmine Gallone ed Eduardo De Filippo in ruoli comprimari. Tra il 1943 e il 1948, recitò inoltre nel teatro di rivista.
Nel 1941 fu la protagonista del film Ragazza che dorme: i passanti e gli spettatori potevano ammirarla ritratta nei bei manifesti affissi sui muri e alle vetrine delle sale cinematografiche, realizzati dai pittori Anselmo Ballester e Sergio Gargiulo.
Alla fine degli anni quaranta le sue apparizioni iniziarono a diradarsi. Le ultime interpretazioni furono della prima metà degli anni sessanta: da una piccola parte nel capolavoro di Fellini La dolce vita, sino all'ultima nella pellicola Thrilling di Carlo Lizzani.
Sul versante privato, ebbe una relazione sentimentale col pianista Arturo Benedetti Michelangeli, e due figli: Riccardo, avuto nel 1941 con un operatore cinematografico (Giorgio Orsini) mentre entrambi lavoravano negli stabilimenti cinematografici di Tirrenia (Pisorno), e Federico, nato nel 1959, che fu poi il bambino protagonista nei film Andremo in città di Nelo Risi, con Geraldine Chaplin, La classe operaia va in paradiso, con Gian Maria Volonté, e Pane e cioccolata, con Nino Manfredi. 
Lo sceneggiatore Ugo Pirro, nel suo libro autobiografico Osteria dei pittori, racconta la relazione burrascosa tra Oretta Fiume e il pittore Giulio Turcato nel primo dopoguerra.
Oretta Fiume morì a Roma il 22 aprile del 1994.

## Filmografia
- L'orologio a cucù, regia di Camillo Mastrocinque (1938)
- Ettore Fieramosca, regia di Alessandro Blasetti (1938)
- Casa lontana, regia di Johannes Meyer (1939)
- Retroscena, regia di Alessandro Blasetti (1939)
- In campagna è caduta una stella, regia di Eduardo De Filippo (1939)
- Gli ultimi della strada, regia di Domenico Paolella (1940)
- La fanciulla di Portici, regia di Mario Bonnard (1940)
- Ragazza che dorme, regia di Andrea Forzano (1941)
- Don Buonaparte, regia di Flavio Calzavara (1941)
- La fabbrica dell'imprevisto, regia di Jacopo Comin (1942)
- Quarta pagina, regia di Nicola Manzari (1943)
- Sempre più difficile, regia di Renato Angiolillo e Piero Ballerini (1943)
- Aeroporto, regia di Piero Costa (1944)
- L'ultimo sogno, regia di Marcello Albani (1946)
- Genoveffa di Brabante, regia di Primo Zeglio (1947)
- La dolce vita, regia di Federico Fellini (1960)
- Le magnifiche 7, regia di Marino Girolami (1961)
- Thrilling, regia di Carlo Lizzani (1965)